# سيلاس أوينز سينيور
سيلاس أوينز سينيور (بالإنجليزية: Silas Owens, Sr.)‏ هو مهندس معماري أمريكي، (و. 1907 – 1960 م).